# Peter Harry Carstensen

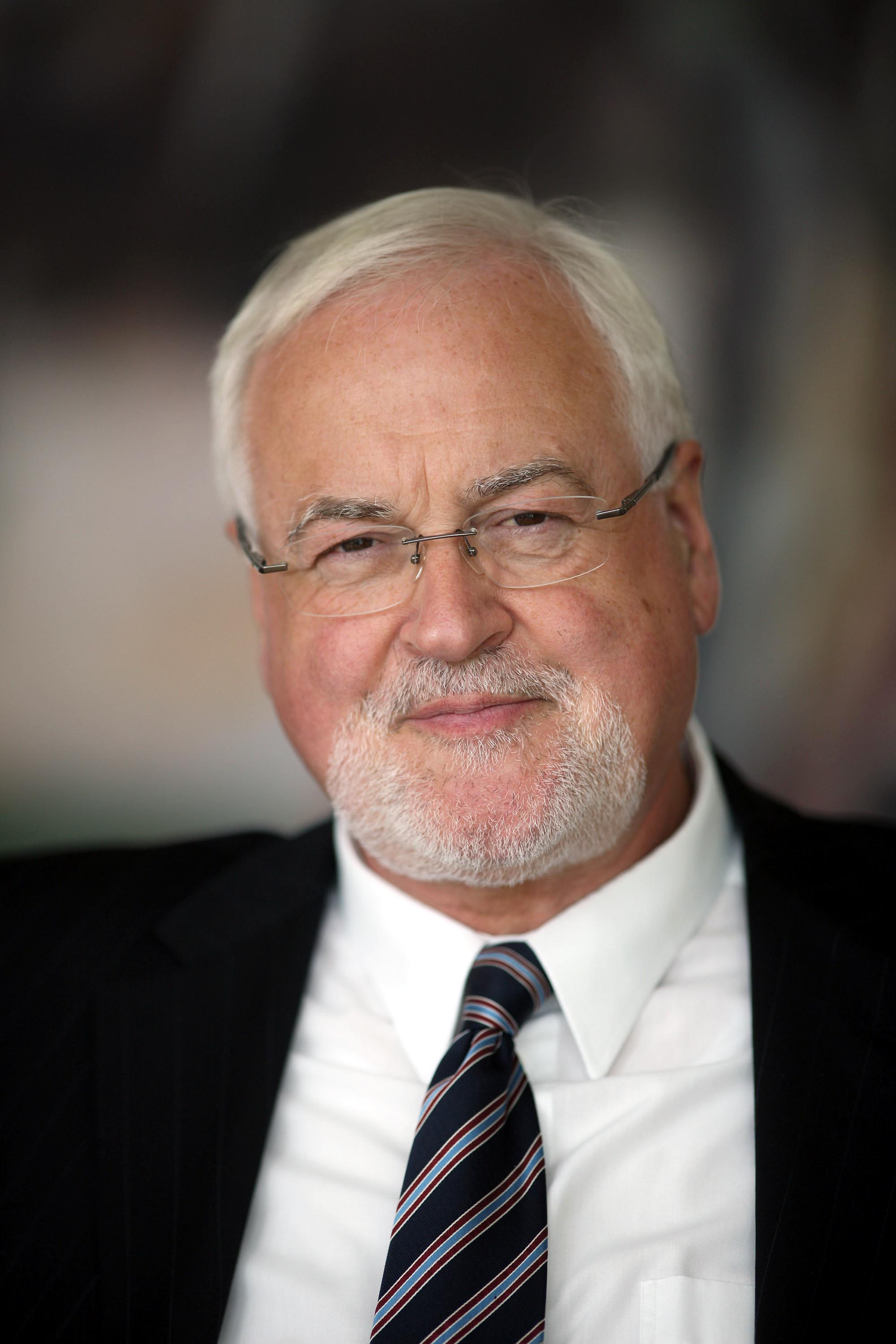
Peter Harry Carstensen (2010)

Peter Harry Carstensen (* 12. März 1947 im Elisabeth-Sophien-Koog auf Nordstrand) ist ein ehemaliger deutscher Politiker (CDU). Von 2005 bis 2012 war er Ministerpräsident des Landes Schleswig-Holstein.

## Leben

### Ausbildung und Beruf

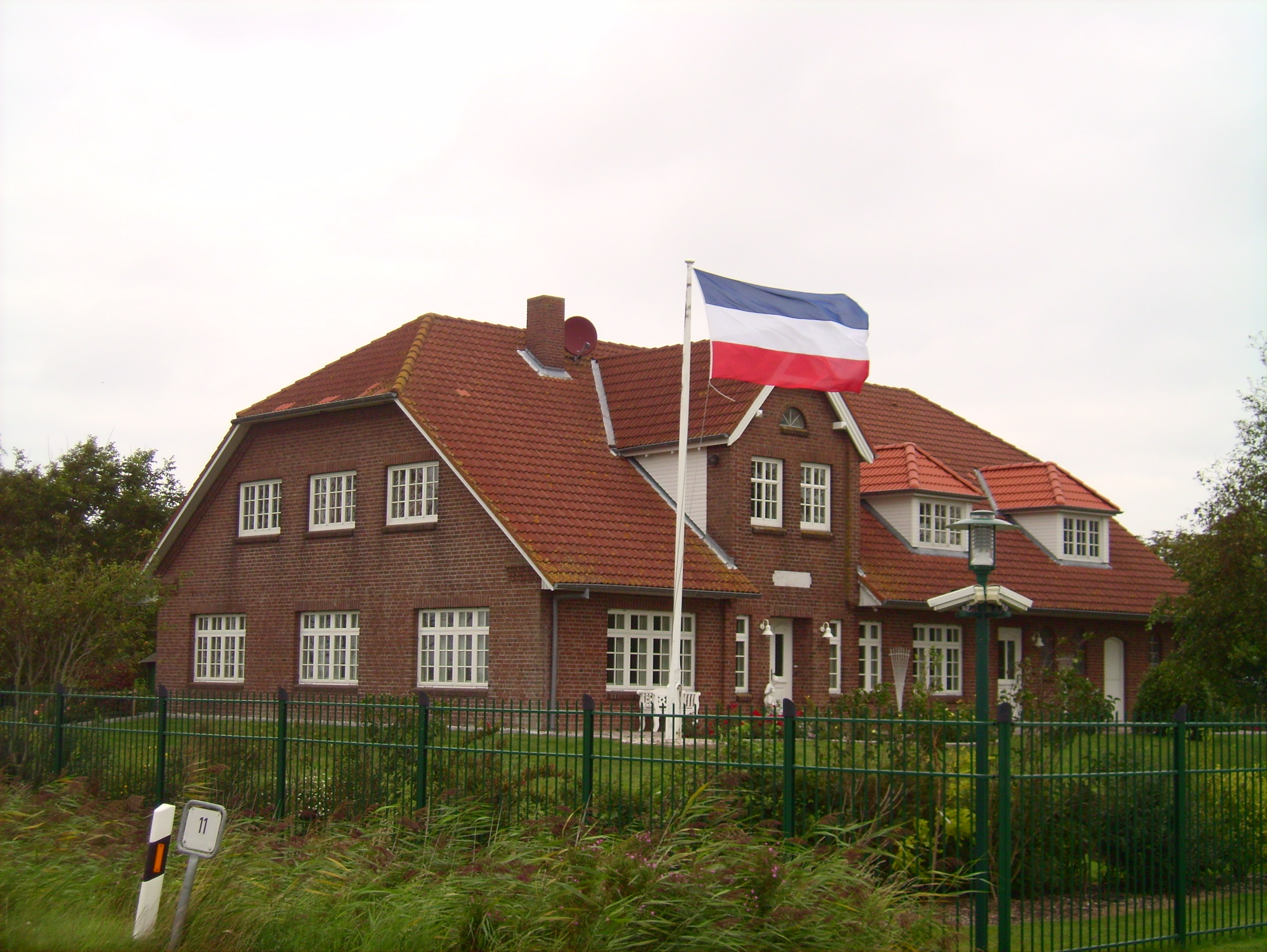
Wohnhaus am vormaligen Stammsitz der Familie Peter Harry Carstensens im Elisabeth-Sophien-Koog

Nach dem Abitur 1966 an der Hermann-Tast-Schule in Husum absolvierte Carstensen, Sohn eines Landwirts, ein landwirtschaftliches Praktikum und anschließend von 1968 bis 1973 ein Studium der Agrarwissenschaften in Kiel, das er als Diplom-Agraringenieur beendete. Während des Studiums wurde er Mitglied der schlagenden Verbindung Landsmannschaft Troglodytia im Coburger Convent (Austritt 1998). 1976 schloss sich das Zweite Staatsexamen für das Lehramt an. Danach war er bis 1983 als Landwirtschaftslehrer an der Landwirtschaftsschule Bredstedt und als Wirtschaftsberater bei der Landwirtschaftskammer Schleswig-Holstein tätig.
Carstensen war bis zu seiner Kandidatur fürs Amt des Ministerpräsidenten Mitglied des Aufsichtsrates der CG Nordfleisch AG (heute Vion Food Hamburg). Nach dem Ende seiner Amtszeit fungierte er zeitweilig als Aufsichtsratsvorsitzender der damaligen Hotelkette nordic AG.

### Familie
Peter Harry Carstensen ist in zweiter Ehe verheiratet und hat zwei Töchter aus der Ehe mit seiner 1996 verstorbenen Ehefrau Maria. Im August 2004 suchte die Bild-Zeitung mit seinem Einverständnis eine neue Frau für Carstensen. Rückblickend hielt er diese Aktion für einen Fehler. An seinem 60. Geburtstag stellte Carstensen die 1971 geborene Juristin Sandra Thomsen der Öffentlichkeit als seine neue Lebensgefährtin vor. Im Dezember 2009 heirateten die beiden in Wrixum. Am 26. Juni 2010 ließ sich das Paar in der Westenseer Catharinenkirche kirchlich trauen. Carstensen lebt in Mühbrook. Seine Frau wurde 2025 in den Bundestag gewählt.

### Partei

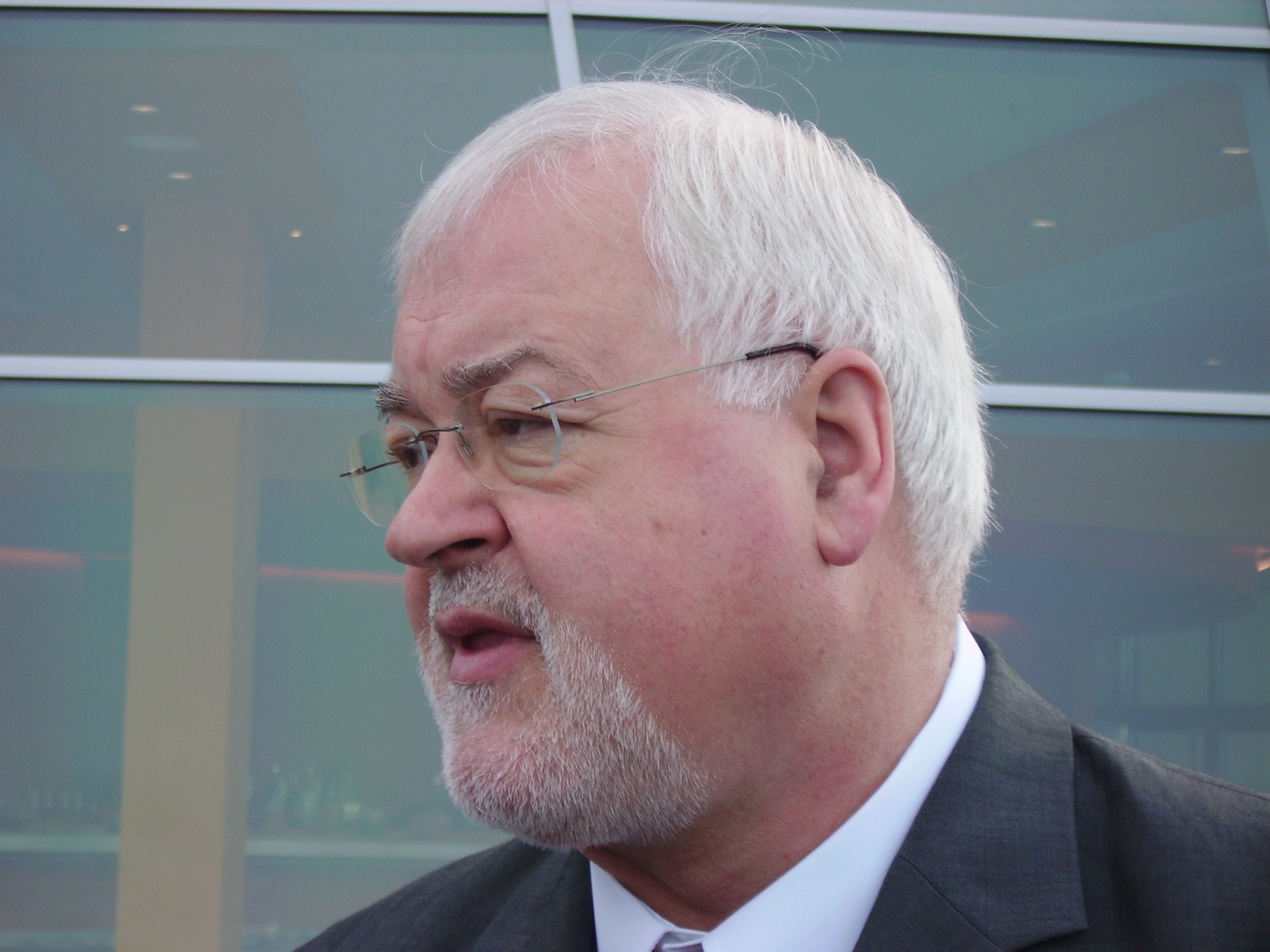
Peter Harry Carstensen (2008)

Seit 1971 ist Carstensen Mitglied der CDU. Von 1986 bis 1992 war er Vorsitzender des CDU-Kreisverbandes Nordfriesland. Ab Juli 2000 war er stellvertretender Vorsitzender, ab dem 2. Juni 2002 dann Landesvorsitzender der CDU in Schleswig-Holstein.
Mit Carstensen als Spitzenkandidat erreichte die CDU in der Landtagswahl 2005 mit 40,2 Prozent der Stimmen das beste Ergebnis seit dem Rücktritt von Uwe Barschel 1987, stellte erstmals seit 1983 wieder die stärkste Landtagsfraktion und konnte in einer Großen Koalition mit der SPD wieder Regierungsverantwortung in Schleswig-Holstein übernehmen. Vom 1. März 2005 bis zu seiner Wahl zum Ministerpräsidenten am 27. April 2005 war Carstensen Vorsitzender der CDU-Landtagsfraktion. Nach dem Bruch der Koalition und der Entlassung aller SPD-Minister erhielt die CDU unter Carstensen in der vorgezogenen Wahl 2009 das schlechteste Ergebnis (31,5 Prozent) seit 1950, konnte aber mit der FDP weiterhin die Landesregierung stellen. Am 30. August 2010 stellte das Landesverfassungsgericht jedoch die Verfassungswidrigkeit des Landeswahlgesetzes fest und ordnete eine Neuwahl für 2012 an. Daraufhin übergab Carstensen den CDU-Landesvorsitz am 18. September 2010 an den CDU-Fraktionsvorsitzenden im Landtag Christian von Boetticher und verzichtete auf eine Kandidatur bei der Wahl 2012.

### Abgeordneter
Ab 1983 war Carstensen Mitglied des Deutschen Bundestages. In der 13. und 14. Wahlperiode (1994 bis 2002) war er hier Vorsitzender des Ausschusses für Ernährung, Landwirtschaft und Forsten bzw. nach der Umbenennung des Ministeriums 2001 für Verbraucherschutz, Ernährung und Landwirtschaft. Diesem Ausschuss gehörte er auch in der 15. Wahlperiode (2002 bis 2005) als ordentliches Mitglied an. Ab Oktober 2002 war er Vorsitzender der Arbeitsgruppe Ernährung, Landwirtschaft und Verbraucherschutz der CDU/CSU-Bundestagsfraktion.
Peter Harry Carstensen zog 1998 über die Landesliste Schleswig-Holstein und sonst stets als direkt gewählter Abgeordneter des Wahlkreises Nordfriesland – Dithmarschen-Nord in den Bundestag ein. Am 20. April 2005 legte Carstensen im Zuge seiner bevorstehenden Wahl zum Ministerpräsidenten von Schleswig-Holstein sein Bundestagsmandat nieder. Für ihn rückte Carl-Eduard von Bismarck nach.
Von 2005 bis 2012 war er Mitglied des Landtages von Schleswig-Holstein.

### Ministerpräsident

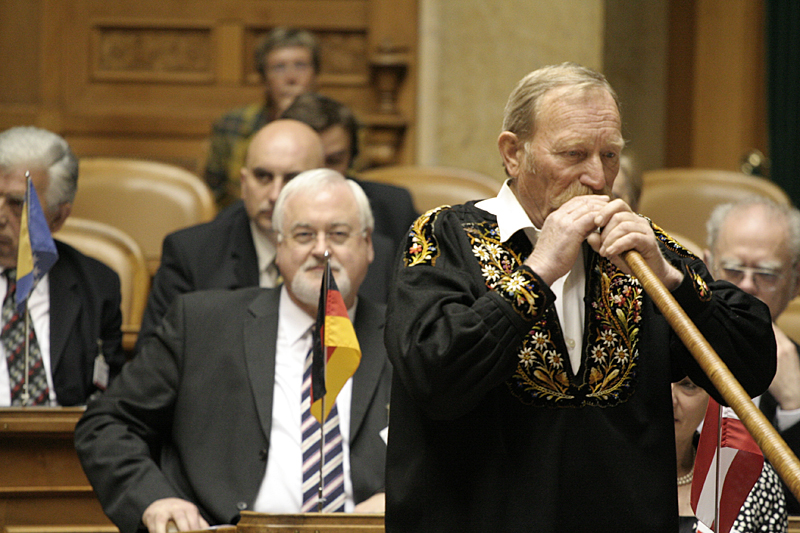
Carstensen bei der Konferenz der Vereinigung der Europäischen Senate in Bern

Bei der Wahl des Ministerpräsidenten von Schleswig-Holstein in der konstituierenden Sitzung des Landtages am 17. März 2005 erreichten weder Carstensen noch die Amtsinhaberin Heide Simonis in vier Wahlgängen die erforderliche Mehrheit; die Wahl einer durch den SSW tolerierten rot-grünen Minderheitsregierung von Heide Simonis mit einer Stimme Mehrheit wäre eigentlich rechnerisch sicher gewesen. Anschließend wurden jedoch zwischen SPD und CDU erfolgreich Verhandlungen zur Bildung einer Großen Koalition geführt. Am 27. April 2005 wurde Peter Harry Carstensen schließlich im fünften Wahlgang mit einer Mehrheit von 54 Stimmen (von 59 Stimmen der Großen Koalition) zum neuen Ministerpräsidenten des Landes Schleswig-Holstein gewählt.
Vom 1. November 2005 bis 31. Oktober 2006 war Carstensen turnusgemäß Präsident des Bundesrates.
Im Laufe der Legislaturperiode stand die von Carstensen angeführte Koalition mehrmals kurz vor dem Scheitern. Im Herbst 2007 konnte ein Bruch nur durch den Rücktritt des SPD-Landesvorsitzenden Ralf Stegner vom Amt des schleswig-holsteinischen Innenministers vermieden werden.
Mitte Juli 2009 beschloss die CDU-Landtagsfraktion auf Vorschlag Carstensens, die Koalition mit der SPD zu beenden und Landtagsneuwahlen am 27. September parallel zur Bundestagswahl 2009 herbeizuführen. Der Ministerpräsident führte als Grund das verlorengegangene Vertrauen in den Koalitionspartner an. Da die erforderliche Zwei-Drittel-Mehrheit zur Auflösung des Landtags am Widerstand der SPD scheiterte, stellte Carstensen die Vertrauensfrage, über die am 23. Juli abgestimmt wurde. Die SPD-Fraktion lehnte die Neuwahl-Pläne zwar nicht grundsätzlich ab, hielt aber den Rücktritt Carstensens für den besseren Weg zu diesem Ziel. Die Vertrauensfrage wurde mit 37 der 69 Stimmen der Abgeordneten erwartungsgemäß negativ beantwortet. Die Neuwahlen zum schleswig-holsteinischen Landtag fanden parallel zur Bundestagswahl am 27. September 2009 statt.
In Konsequenz der gescheiterten Selbstauflösung des Landtages entließ Carstensen am 20. Juli 2009 mit Ablauf des 21. Juli 2009 alle SPD-Minister aus ihren Ämtern in der Landesregierung. Die Leitung der betroffenen Ministerien wurde unter den verbliebenen Kabinettsmitgliedern aufgeteilt, Carstensen selbst übernahm dabei als Nachfolger von Uwe Döring die Zuständigkeit für das Ministerium für Justiz, Arbeit und Europa.
Nach den Neuwahlen bildete Carstensen eine Koalition mit der FDP. Obwohl die Oppositionsparteien zusammengenommen bei der Wahl mehr Stimmen als die neue Regierung erhalten hatten, wurde dies aufgrund einer rechtlich umstrittenen Verteilung von Überhang- und Ausgleichsmandaten möglich; eine alternative Verteilung hätte CDU und FDP in der Minderheit gesehen. Am 27. Oktober 2009 wurde Carstensen mit 50 von 95 Stimmen als Ministerpräsident wiedergewählt und erhielt damit am Ende eine Stimme mehr, als die neuen Regierungsparteien auf sich vereinen konnten. Später hatte seine Koalition nur eine Mehrheit von einer Stimme. Die Sitzverteilung des Landtags war nach dem Urteil des Landesverfassungsgerichts vom 30. August 2010 nicht rechtmäßig, so dass Neuwahlen bis spätestens zum 30. September 2012 durchgeführt werden mussten. Die Neuwahlen fanden am 6. Mai 2012 statt. Es war bereits das zweite Mal, dass eine Regierung unter Ministerpräsident Carstensen vorzeitig endete.
Carstensen kündigte nach diesem Urteil an, den CDU-Landesvorsitz zum 18. September 2010 abzugeben und schlug den CDU-Fraktionsvorsitzenden Christian von Boetticher als seinen Nachfolger vor. Für die vorgezogene Wahl werde er nicht als Spitzenkandidat zur Verfügung stehen.
Im Herbst 2011 übernahm Carstensen den Vorsitz der Ministerpräsidentenkonferenz.
Bei der Landtagswahl vom 6. Mai 2012 erhielt die CDU zwar knapp die meisten Wählerstimmen und exakt gleich viele Mandate wie die SPD. Gleichwohl wählte der Landtag am 12. Juni 2012 in der Addition der Stimmen von SPD, Bündnis 90/Die Grünen und SSW mit mindestens zwei Mehrstimmen aus den Reihen der Opposition (CDU, FDP, PIRATEN) Torsten Albig zu seinem Nachfolger im Amt des Ministerpräsidenten.
Carstensen galt in seiner Amtsführung als landesväterlich, da er den Kontakt zum Bürger suchte und sich nur selten in bundespolitische Themen einmischte.

### Spätere Aktivitäten
Auf Vorschlag der CDU war er zur 16. Bundesversammlung zur Wahl des deutschen Bundespräsidenten 2017 nominiert, nahm jedoch aus persönlichen Gründen nicht an der Versammlung teil.
Am 25. Februar 2020 wurde Carstensen von Bildungsministerin Karin Prien im jüdischen Museum in Rendsburg als Beauftragter für jüdisches Leben und gegen Antisemitismus vorgestellt. Dieses Amt übte er bis zum Ende der Legislaturperiode des Landtages im Juni 2022 aus.

### Gesellschaftliches Engagement
Carstensen war Schirmherr der schleswig-holsteinischen Initiative Schüler Helfen Leben, der Landesgartenschauen in Schleswig 2008 und Norderstedt 2011 und der „Volksinitiative Gottesbezug“. Von 2014 bis Juli 2019 war er außerdem Vorsitzender des Kuratoriums der Gregor Mendel Stiftung, die sich der gesellschaftlichen Bedeutung der Pflanzenforschung und -züchtung widmet.

## Erkenntnisse aus den Paradise Papers
Im Jahr 2017 wurde durch die Paradise Papers bekannt, dass Carstensen 2013 im Firmengeflecht des mit ihm eng befreundeten schwedischen Unternehmers Frederik Paulsen einen vergüteten Direktorenposten erhalten hatte. Dabei handelte es sich um einen von drei Direktoren der Briefkastenfirma Peloponnesus B.V. mit Sitz in den Niederlanden. Carstensen erklärte hierzu, er sei als nicht-exekutiver Direktor für das Museum Kunst der Westküste tätig. Diesen Wechsel in die Wirtschaft zeigte er der Landesregierung nicht förmlich an.

## Positionierung zum Glücksspiel
Während Carstensens Amtszeit als Ministerpräsident beteiligte sich Schleswig-Holstein als einziges Bundesland nicht am Glücksspielstaatsvertrag, sondern erließ ein eigenes Landesgesetz. Damit wurde erstmals in Deutschland eine für ein Bundesland gültige Möglichkeit des legalen Betriebs von Online-Casinos geschaffen.
Später unterstützte Carstensen den Finanzdienstleister Wirecard bei dessen Bestrebungen, illegale Glücksspielanbieter und deren Zahlungsdienstleister weniger streng zu verfolgen. Der ehemalige Ministerpräsident wurde Wirecard dabei von Beratern der Münchner Anwaltskanzlei Hambach & Hambach empfohlen.

## Sonstiges
Am 23. November 2007 war Carstensen in einer Gastrolle in der Fernsehserie Der Landarzt zu sehen.

## Ehrungen
- 1996 wurde Carstensen das Bundesverdienstkreuz am Bande verliehen.
- 2006 wurde er vom Deutschen Brauer-Bund zum Botschafter des Bieres ernannt.
- 2008 erhielt er das Komturkreuz mit dem Stern des Verdienstordens der Republik Ungarn.
- 2013 wurde ihm das Große Bundesverdienstkreuz mit Stern und Schulterband verliehen.[26]
- 2013 wurde ihm die Ehrendoktorwürde der Agrar- und Ernährungswissenschaftlichen Fakultät der Christian-Albrechts-Universität zu Kiel für seine Leistungen zur Entwicklung der schleswig-holsteinischen Landwirtschaft verliehen.[27]
- 2015 wurde er mit der Professor-Niklas-Medaille in Gold ausgezeichnet